# برنامج نقل الأزمات 2B
برنامج نقل الأزمات (CRP-2B)، هو سيناريو افتراضي نتيجة محاكاة حاسوبية لحرب نووية تقوم بين الولايات المتحدة الأمريكية والاتحاد السوفيتي (سابقا) تم إنشاؤه في عام 1976 من قبل الوكالة الفيدرالية لإدارة الطوارئ. اشتمل السيناريو على تفجير 1444 قطعة سلاح، بقوة 6559 ألف طن، وتوقعت أن يصل عدد القتلى الأمريكيين ما بين 85 و 125 مليون إنسان حيث تنبأ البرنامج أن الهجوم سيستهدف المدن بدلا من البنية التحتية العسكرية والصناعية.
تفترض الوكالة الفيدرالية لإدارة الطوارئ أن التبادل النووي سوف يسبقه من 3 إلى 5 أيام من التوترات المتزايدة التي من شأنها أن تمنح الأمريكيين الوقت لإخلاء المدن الكبرى، وعليه بنيت الدراسة على أساس أن 80% من سكان المناطق المستهدفة المفترضة سيتم إجلاؤهم.